# Leudaire

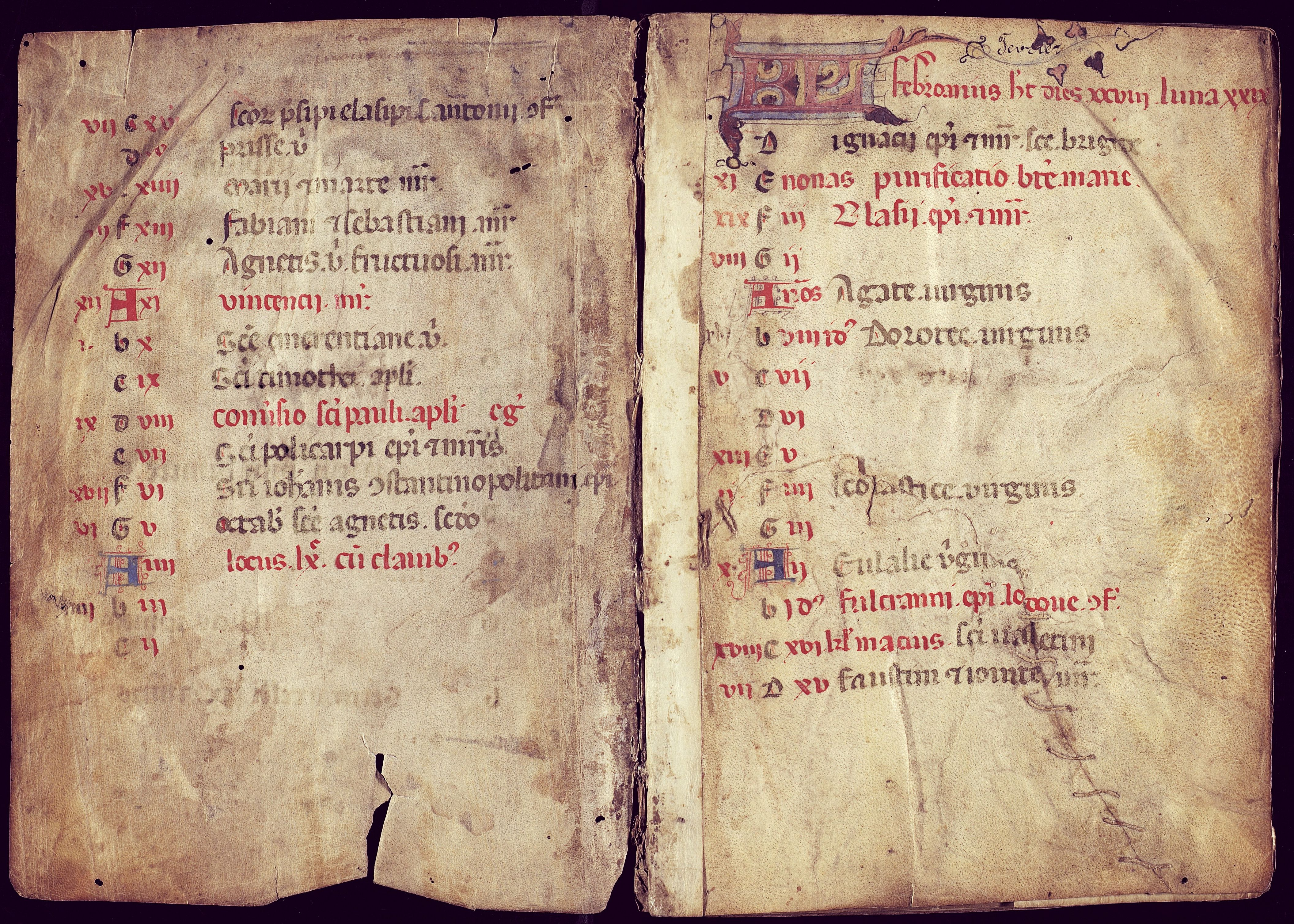
Pages du leudaire de Clermont-l'Hérault, XIV (Archives départementales de l'Hérault)

Un leudaire désigne, au Moyen Âge, puis sous l'Ancien Régime, un registre dans lequel étaient inscrites toutes les marchandises soumises à un droit de péage (la leude), principalement dans le Midi de la France.
Un leudaire fournit, avec l'énumération des marchandises sujettes au péage, le tarif à percevoir sur chaque type de marchandise, que ce soit en argent ou en nature.
Plusieurs leudaires anciens ont été conservés dans le Midi de la France, notamment à Toulouse, Narbonne, Balaruc-le-Vieux, Clermont-l'Hérault, Saverdun, Bruniquel et Montauban.
Ce type de source historique est utilisé par les historiens dans le domaine de l'histoire économique.